# Нижнє Кечово
Нижнє Кечо́во (рос. Нижнее Кечёво, удм. Ули Кечел) — присілок в Малопургинському районі Удмуртії, Росія.
Урбаноніми:
- вулиці — Леніна, Садова, Соснова, Трактова, Чернишевського

## Населення
Населення — 340 осіб (2010; 324 в 2002).
Національний склад станом на 2002 рік:
- удмурти — 97 %